# Hubert Abold
Hubert Abold (13 de junio de 1958) fue un expiloto de motociclismo alemán. Ganó el Campeonato Europeo de Motociclismo en la categoría de 80 cc en 1983. Debutó en el Mundial en 1984 como compañero de equipo del suizo Stefan Dörflinger.

## Resultados en el Campeonato del Mundo
Sistema de puntuación desde 1969 hasta 1987:
| Posición | 1.º | 2.º | 3.º | 4.º | 5.º | 6.º | 7.º | 8.º | 9.º | 10.º |
| Puntos   | 15  | 12  | 10  | 8   | 6   | 5   | 4   | 3   | 2   | 1    |

Sistema de puntuación desde 1988 hasta 1991:
| Posición | 1.º | 2.º | 3.º | 4.º | 5.º | 6.º | 7.º | 8.º | 9.º | 10.º | 11.º | 12.º | 13.º | 14.º | 15.º |
| Puntos   | 20  | 17  | 15  | 13  | 11  | 10  | 9   | 8   | 7   | 6    | 5    | 4    | 3    | 2    | 1    |

Sistema de puntuación en 1992:
| Posición | 1.º | 2.º | 3.º | 4.º | 5.º | 6.º | 7.º | 8.º | 9.º | 10.º |
| Puntos   | 20  | 15  | 12  | 10  | 8   | 6   | 4   | 3   | 2   | 1    |

### Carreras por año
| Año  | Categoría | Moto    | 1      | 2      | 3       | 4       | 5       | 6       | 7       | 8       | 9       | 10      | 11      | 12      | 13      | 14      | 15      | Pts. | Pos. |
| ---- | --------- | ------- | ------ | ------ | ------- | ------- | ------- | ------- | ------- | ------- | ------- | ------- | ------- | ------- | ------- | ------- | ------- | ---- | ---- |
| 1984 | 80cc      | Zundapp |        | NAC 3  | ESP 4   | AUT 2   | ALE 4   |         | YUG 2   | NED 3   | BEL 6   |         |         | RSM 3   |         |         |         | 75   | 2.º  |
| 1984 | 125cc     | MBA     |        | NAC 20 | ESP 8   |         | ALE DNQ | FRA -   |         | NED -   |         | GBR -   | SUE -   | RSM -   |         |         |         | 3    | 20.º |
| 1985 | 125cc     | MBA     | RSA -  | ESP -  | ALE -   | NAC -   | AUT -   | YUG -   | NED -   | BEL -   | FRA -   | GBR Ret | SUE -   | RSM DNQ |         |         |         | 0    | -    |
| 1986 | 80cc      | Krauser | ESP 8  | NAC 12 | ALE -   | AUT 17  | YUG 11  | NED -   |         |         | GBR -   |         | RSM 11  | BWU 6   |         |         |         | 8    | 12.º |
| 1987 | 80cc      | Krauser |        | ESP 10 | ALE 13  | NAC 4   | AUT 9   | YUG 6   | NED 7   |         | GBR 8   |         | CHE Ret | RSM Ret | POR 4   |         |         | 33   | 7.º  |
| 1987 | 125cc     | Krauser |        | ESP 13 | ALE Ret | NAC 26  | AUT 9   |         | NED DNQ | FRA -   | GBR 22  | SWE -   | CHE Ret | RSM Ret | POR Ret |         |         | 0    | -    |
| 1988 | 80cc      | Krauser |        |        | ESP 14  |         | NAC -   | ALE DNQ |         | NED DNS |         | YUG -   |         |         |         | CHE -   |         | 2    | 30.º |
| 1988 | 125cc     | Honda   |        |        | ESP DNQ |         | NAC 23  | ALE Ret | AUT 10  | NED 7   | BEL 22  | YUG Ret | FRA 13  | GBR 23  | SUE 22  | CHE DNQ |         | 18   | 24.º |
| 1989 | 125cc     | Krauser | JAP -  | AUS -  |         | ESP -   | NAC Ret | ALE -   | AUT -   |         | NED 20  | BEL 15  | FRA 20  | GBR 25  | SUE 9   | CHE 23  |         | 8    | 33.º |
| 1990 | 125cc     | Honda   | JAP -  |        | ESP Ret | NAC 23  | ALE Ret | AUT 25  | YUG Ret | NED Ret | BEL 21  | FRA 21  | GBR DNQ | SUE Ret | CHE -   | HUN 23  | AUS Ret | 0    | -    |
| 1991 | 125cc     | Honda   | JPN 32 | AUS 27 | SPA DNQ | ITA DNQ | GER DNQ | AUT DNQ | EUR -   | NED DNQ | FRA DNQ | GBR -   | RSM DNQ | CZE DNQ | MAL -   |         |         | 0    | -    |
| 1992 | 125cc     | Honda   | JPN 21 | AUS 29 | MAL Ret | SPA Ret | ITA 20  | EUR Ret | GER Ret | NED 24  | HUN 24  | FRA 24  | GBR 25  | BRA 22  | RSA 17  |         |         | 0    | -    |

| Color     | Resultado                                                               |
| --------- | ----------------------------------------------------------------------- |
| Oro       | Ganador                                                                 |
| Plata     | 2.ª plaza                                                               |
| Bronce    | 3.ª plaza                                                               |
| Verde     | Finalizó en los puntos                                                  |
| Azul      | Finalizó sin puntos                                                     |
| Azul      | NC - No clasificado                                                     |
| Violeta   | Ret - No terminó (Carrera)                                              |
| Rojo      | DNQ - No se clasificó                                                   |
| Negro     | DSQ - Descalificado                                                     |
| Blanco    | DNS - No empezó (carrera)                                               |
| Blanco    | WD - Retirado (fin de semana)                                           |
| Blanco    | C - Carrera cancelada                                                   |
| Sin color | DNP - Inscrito pero no participó                                        |
| Sin color | INJ - Lesionado                                                         |
| Sin color | EX - Excluido                                                           |
| Estado    | Resultado                                                               |
| Negrita   | Pole position                                                           |
| Cursiva   | Vuelta rápida                                                           |
| †         | Abandona, pero clasifica al completar el porcentaje requerido para ello |